# Анжелика Костелло
Анжелика Костелло (англ. Angelica Costello, род. 5 июня 1978 года, Платсберг, Нью-Йорк, США) — сценический псевдоним американской порноактрисы Кристал Крафт (англ. Crystal Craft).
Наиболее часто снимается под псевдонимом Venus.

## Биография
Анжелика имеет итальянское и индейское происхождение. Потеряла девственность в возрасте 14 лет. Её дебютной работой стало участие в фильме Эда Пауэрса «Dirty Debutantes» (1998), после чего в июне 1999 года она была названа «Киской месяца» по версии журнала «Penthouse». Работала с такими студиями, как Metro, Vivid, Rosebud, Sin City, Elegant Angel, Bang Productions, Zero Tolerance, Pulse Distribution и West Coast Productions).
.
Позже покинула порноиндустрию. По данным на 2020 год, Анжелика Костелло снялась в 558 порнофильмах.

## Премии и номинации
- 2003 AVN Award номинация в категории «Best All-Girl Sex Scene — Film» — Paying the Piper (с Claudia Adkins, Dascha, Алана Эванс, Renee LaRue и Рэйлин)
- 2005 XRCO Award номинация в категории «Sex Scene — Couple» — Stuntgirl (с Мануэлем Ферарра)
- 2005 AVN Award победа в категории «лучшая парная сцена, видео» — Stuntgirl (с Мануэлем Ферарра)[3]
- 2005 AVN Award победа в категории «сцена группового секса, видео» — Orgy World 7 (c Арианой Джолли, Тайлером Найтом, Байроном Лонгом и другими)[4]
- 2005 AVN Award номинация в категории «Best Threeway Sex Scene» — Lost Angels: Wanda Curtis (с Вандой Кертис и Энтони Хардвудом)[5]
- 2005 AVN Award номинация в категории «Best Anal Sex Scene — Video» — Sodomy Law of the Land
- 2005 AVN Award номинация в категории Лучшая исполнительница года
- 2006 AVN Award номинация в категории Лучшая исполнительница года
- 2006 AVN Award номинация в категории «Best Anal Sex Scene — Video» — Ass Quake
- 2006 AVN Award номинация в категории «Best Sex Scene in a Foreign-Shot Production» — Who Fucked Rocco?
- 2006 AVN Award номинация в категории «Best All-Girl Sex Scene — Video» — Babes Illustrated 15 (с Одри Холландер и Мелисса Лорен)
- 2007 AVN Award номинация в категории «Best Group Sex Scene — Film» — Fade to Black 2[6]